# Henrik Larsen (fodboldspiller)
 For alternative betydninger, se Henrik Larsen. (Se også artikler, som begynder med Henrik Larsen)
Henrik Larsen (født 17. maj 1966) er en tidligere dansk fodboldspiller, der i sin karriere bl.a. spillede for Lyngby BK, Pisa og F.C. København. Henrik Larsen spillede tillige for den danske landshold, og vandt med landsholdet EM i 1992, hvor han blev turneringens topscorer. 

## Spillerkarriere
Han har bl.a. spillet i de danske klubber Taarbæk IF, Lyngby Boldklub og FC København samt i den italienske klub SC Pisa og i den engelske klub Aston Villa. 
I perioden 1989-1996 spillede han 39 landskampe og scorede 5 mål, heraf tre af dem ved EM i fodbold 1992 i Sverige. Dermed havde Henrik Larsen en afgørende rolle i Danmarks EM-triumf i 1992.

## Trænerkarriere
Han har tidligere været landstræner for Færøerne.